# Komitat Békés

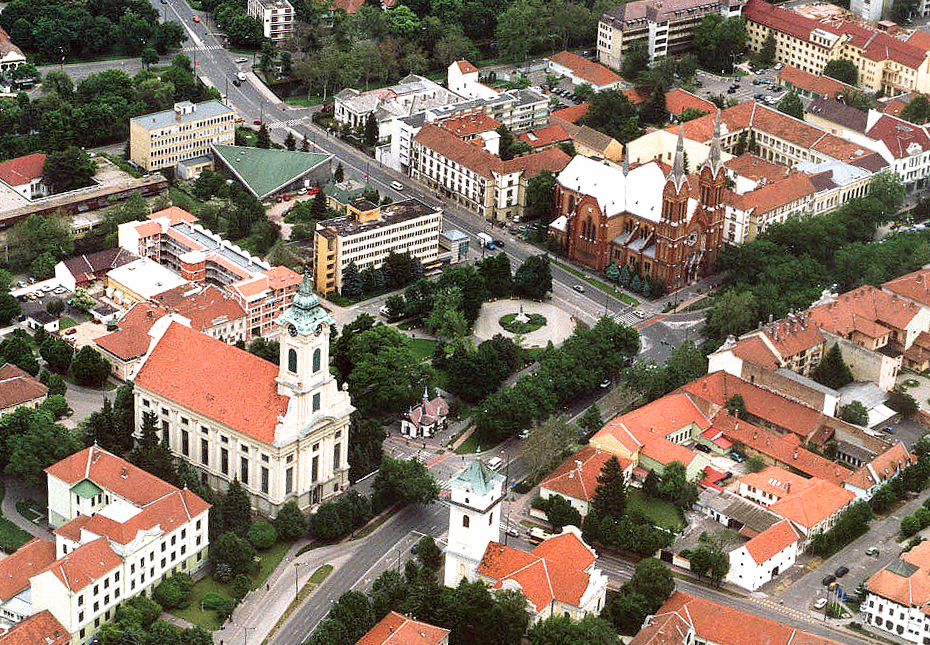
Békéscsaba

Das Komitat Békés [ˈbeːkeːʃ] (ungarisch Békés vármegye) ist ein Verwaltungsbezirk im Südosten Ungarns. Es hat eine Fläche von 5.629,71 km² und 310.912 Einwohner (Stand 2024). Der Komitatssitz ist Békéscsaba, andere wichtige Städte sind Békés, Orosháza, Szarvas und Gyula.
Das Komitat grenzt an Rumänien sowie an die Komitate Csongrád-Csanád, Jász-Nagykun-Szolnok und Hajdú-Bihar.

## Geographie
Das Gebiet ist flach und hat Anteil an der Großen Ungarischen Tiefebene. Hauptfluss ist die Körös (Kreisch).

## Gliederung

### Ehemalige Einteilung
Durch die Regierungsverordnung Nr. 218/2012 vom 13. August 2012 wurden zum 1. Januar 2013 die statistischen Kleinregionen (ungarisch kistérség) abgeschafft und durch eine annähernd gleiche Anzahl von Kreisen (ungarisch  járás) ersetzt. Die Kleingebiete blieben für Planung und Statistikzwecke noch eine Zeitlang erhalten, wurden dann aber am 25. Februar 2014 endgültig abgeschafft. Bis zur Auflösung gab es 8 Kleingebiete im Komitat. Drei Verwaltungseinheiten blieben während der Reform unverändert: Guyla, Mezőkovácsháza und Sarkad.

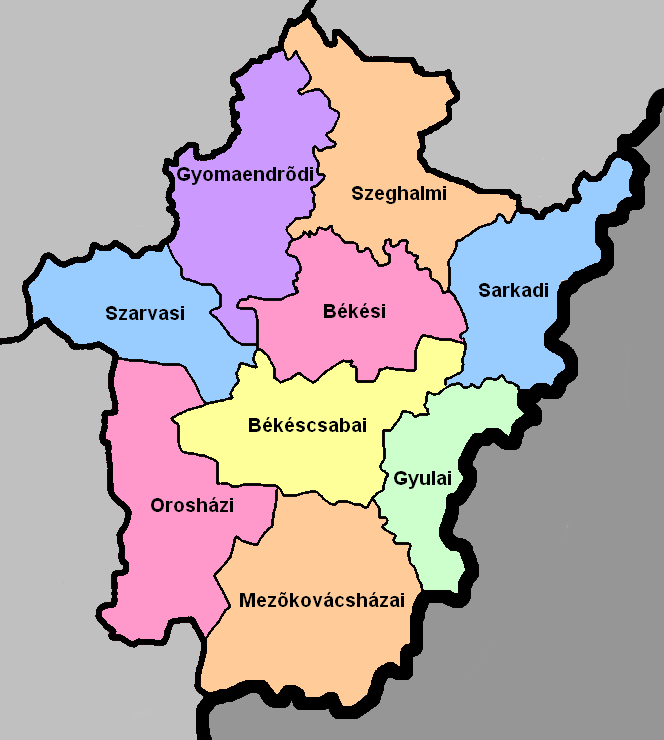
Die Kreise im Komitat Békés

Bis Ende 2012 existierten folgende Kleingebiete (kistérség) im Komitat Békès
| Code | Kleingebiet    | Verwaltungssitz | Einwohner (31. Dezember 2012) | Fläche in km² | Anzahl der Gemeinden | davon Städte |
| ---- | -------------- | --------------- | ----------------------------- | ------------- | -------------------- | ------------ |
| 3401 | Békéscsaba     | Békéscsaba      | 71.903                        | 450,73        | 6                    | 2            |
| 3402 | Mezőkovácsháza | Mezőkovácsháza  | 40.608                        | 881,49        | 18                   | 4            |
| 3403 | Orosháza       | Orosháza        | 57.706                        | 848,14        | 10                   | 3            |
| 3404 | Sarkad         | Sarkad          | 23.228                        | 570,97        | 11                   | 1            |
| 3405 | Szarvas        | Szarvas         | 42.909                        | 821,57        | 8                    | 2            |
| 3406 | Szeghalom      | Szeghalom       | 39.366                        | 1009,73       | 9                    | 5            |
| 3407 | Békés          | Békés           | 41.854                        | 633,87        | 9                    | 2            |
| 3408 | Gyula          | Gyula           | 41.579                        | 413,22        | 4                    | 2            |

### Aktuelle Einteilung
Das Komitat Békés gliedert sich in 9 Kreise (ungarisch járás) mit 75 Ortschaften. Davon ist eine Stadt mit Komitatsrecht (Békéscsaba), 21 Städte ohne Komitatsrecht (ungarisch varós), 8 Großgemeinden (ungarisch nagyközség) und 45 Gemeinden (ungarisch község).
| Ortschaftstyp             | Anzahl | Fläche (in km²) | Fläche (in km²) | Fläche (in km²) | Bevölkerung | Bevölkerung | Bevölkerung     | Bevölkerungs- dichte (Ew/km²) |
| Ortschaftstyp             | Anzahl | absolut         | anteilig        | im Durchschnitt | absolut     | anteilig    | im Durchschnitt | Bevölkerungs- dichte (Ew/km²) |
| ------------------------- | ------ | --------------- | --------------- | --------------- | ----------- | ----------- | --------------- | ----------------------------- |
| Stadt mit Komitatsrecht   | 1      | 193,93          | 3,44 %          |                 | 60.126      | 17,32 %     |                 | 310,0                         |
| Städte ohne Komitatsrecht | 21     | 2.940,30        | 52,23 %         | 140,01          | 206.503     | 59,50 %     | 9.833           | 70,2                          |
| Großgemeinde              | 8      | 484,23          | 8,60 %          | 60,53           | 25.193      | 7,26 %      | 3.149           | 52,0                          |
| Gemeinden                 | 45     | 2.011,26        | 35,73 %         | 44,69           | 55.236      | 15,92 %     | 1.227           | 27,5                          |
| Komitat Békés gesamt      | 75     | 5.629,72        |                 | 75,06           | 347.058     |             | 4.627           | 61,6                          |

Die derzeitigen Kreise sind:
| Code | Kreis          | Kreissitz      | Einwohner (1. Januar 2013) | Fläche in km² | Anzahl der Gemeinden | davon Städte |
| ---- | -------------- | -------------- | -------------------------- | ------------- | -------------------- | ------------ |
| 045  | Kreis Békés    | Békés          | 37.259                     | 525,24        | 7                    | 2            |
| 046  | Békéscsaba     | Békéscsaba     | 82.424                     | 636,16        | 9                    | 3            |
| 047  | Gyomaendrőd    | Gyomaendrőd    | 23.980                     | 686,21        | 5                    | 2            |
| 048  | Gyula          | Gyula          | 41.579                     | 413,22        | 4                    | 2            |
| 049  | Mezőkovácsháza | Mezőkovácsháza | 40.608                     | 881,49        | 18                   | 4            |
| 050  | Orosháza       | Orosháza       | 51.392                     | 717,18        | 8                    | 2            |
| 051  | Sarkad         | Sarkad         | 23.228                     | 570,97        | 11                   | 1            |
| 052  | Szarvas        | Szarvas        | 28.558                     | 485,06        | 6                    | 1            |
| 053  | Szeghalom      | Szeghalom      | 30.125                     | 714,19        | 7                    | 4            |

### Größte Städte und Gemeinden
| Stadt       | Einwohner (1. Januar 2016) |
| ----------- | -------------------------- |
| Békéscsaba  | 60.126                     |
| Gyula       | 30.318                     |
| Orosháza    | 28.093                     |
| Békés       | 19.243                     |
| Szarvas     | 16.044                     |
| Gyomaendrőd | 13.133                     |
| Mezőberény  | 10.148                     |
| Sarkad      | 9.808                      |
| Szeghalom   | 9.005                      |

| Stadt          | Einwohner (1. Januar 2016) |
| -------------- | -------------------------- |
| Dévaványa      | 7.747                      |
| Vésztő         | 6.784                      |
| Mezőkovácsháza | 6.059                      |
| Tótkomlós      | 5.902                      |
| Battonya       | 5.835                      |
| Füzesgyarmat   | 5.752                      |
| Mezőhegyes     | 5.274                      |
| Újkígyós       | 5.009                      |
| Nagyszénás 1   | 4.900                      |

| Stadt              | Einwohner (1. Januar 2016) |
| ------------------ | -------------------------- |
| Kondoros 2         | 4.898                      |
| Csorvás            | 4.789                      |
| Elek               | 4.659                      |
| Körösladány        | 4.476                      |
| Doboz 1            | 4.026                      |
| Békésszentandrás 1 | 3.557                      |
| Medgyesegyháza     | 3.527                      |
| Gádoros 1          | 3.485                      |
| Kétegyháza 1       | 3.458                      |

1 Großgemeinden (ungarisch nagyközség)

2 Die Großgemeinde Kondoros (Kreis Szarvas) erhielt Mitte 2013 das Stadtrecht

## Bevölkerungsentwicklung

### Bevölkerungsentwicklung des Komitats
Fettgesetzte Datumsangaben sind Volkszählungsergebnisse.
| Datum       | Einwohnerzahl | Datum      | Einwohnerzahl |
| ----------- | ------------- | ---------- | ------------- |
| 01.01.19601 | 467.861       | 01.01.2007 | 382.190       |
| 01.01.1970  | 438.971       | 01.01.2008 | 376.657       |
| 01.01.1980  | 436.910       | 01.01.2009 | 371.322       |
| 01.01.1990  | 411.887       | 01.01.2010 | 366.556       |
| 01.01.2001  | 401.919       | 01.01.2011 | 361.802       |
| 01.02.2001  | 397.791       | 01.10.2011 | 359.948       |
| 01.01.2002  | 399.061       | 01.01.2012 | 362.662       |
| 01.01.2003  | 396.131       | 01.01.2013 | 359.153       |
| 01.01.2004  | 392.845       | 01.01.2014 | 355.199       |
| 01.01.2005  | 389.590       | 01.01.2015 | 351.148       |
| 01.01.2006  | 385.847       | 01.01.2016 | 347.058       |

11960: Anwesende Bevölkerung; sonst Wohnbevölkerung

### Bevölkerungsentwicklung der Kreise
Für alle Kreise ist eine negative Bevölkerungsbilanz ersichtlich.
| Kreisname      | Bevölkerungsstand am 1. Januar | Bevölkerungsstand am 1. Januar | Bevölkerungsstand am 1. Januar | Bevölkerungsstand am 1. Januar |
| Kreisname      | 2013                           | 2014                           | 2015                           | 2016                           |
| -------------- | ------------------------------ | ------------------------------ | ------------------------------ | ------------------------------ |
| Békés          | 37.359                         | 36.877                         | 36.279                         | 35.745                         |
| Békéscsaba     | 82.424                         | 81.694                         | 81.113                         | 80.613                         |
| Gyomaendrőd    | 23.980                         | 23.642                         | 23.343                         | 23.118                         |
| Gyula          | 41.579                         | 41.118                         | 40.827                         | 40.178                         |
| Mezőkovácsháza | 40.608                         | 40.186                         | 39.661                         | 39.032                         |
| Orosháza       | 51.392                         | 50.893                         | 50.294                         | 49.699                         |
| Sarkad         | 23.228                         | 22.926                         | 22.728                         | 22.449                         |
| Szarvas        | 28.558                         | 28.103                         | 27.638                         | 27.221                         |
| Szeghalom      | 30.125                         | 29.760                         | 29.265                         | 29.003                         |
| Komitat Békés  | 359.153                        | 355.199                        | 351.148                        | 347.058                        |

## Politik
Bei den Kommunalwahlen im Jahr 2019 und im Jahr 2024 waren die Ergebnisse im Komitat Békés wie folgt:
| Kommunalwahl | Fidesz-KDNP | Jobbik  | DK      | MM      | MSZP   | MHM     |
| ------------ | ----------- | ------- | ------- | ------- | ------ | ------- |
| Stimmen      | 53,11 %     | 14,36 % | 10,71 % | 8,02 %  | 7,76 % | 6,04 %  |
| Stimmen      | 51,16 %     |         | 12,69 % | 11,14 % | 3,97 % | 21,04 % |

Sitzverteilung 2019
- Fidesz-KDNP: 10 Sitze
- Jobbik: 2 Sitze
- DK: 2 Sitze
- MM: 1 Sitz
- MSZP: 1 Sitz
- MHM: 1 Sitz

Sitzverteilung 2024
- Fidesz-KDNP: 9 Sitze
- MHM: 3 Sitze
- DK: 2 Sitze
- MM: 2 Sitz
- MSZP: 0 Sitze

## Geschichte und Kultur
Das Komitat in seiner heutigen Form entstand im Zuge der Komitatsreform 1950, seinen Namen bekam es von einem vorher unter dem gleichen Namen aber in kleineren Grenzen existierenden Komitat, siehe dazu Komitat Békés (historisch).

### Museen
Die staatliche Direktion der Museen des Komitats Békés ist Träger von 8 Komitatsmuseen. Komitatssitz ist die Stadt Békéscsaba.
| - Békés, Mátyás-Jantyik-Museum* - Békés, Destillerie-Museum - Békés, Dorfmuseum (Falumúzeum) - Békés, Schulmuseum - Békéscsaba, Mihály-Munkácsy-Museum* - Füzesgyarmat, Heimatmuseum (Helytörténeti Múzeum) - Gyomaendrőd, Städtische Galerie - Gyomaendrőd, Druckereimuseum | - Gyomaendrőd, Heimat- und Schöpfermuseum - Gyomaendrőd, Heimatmuseum (Helytörténeti Múzeum) - Gyomaendrőd, Motorradmuseum - Gyula, Ferenc-Erkel-Museum* - Gyula, János-Corvin-Museum* - Gyula, Gehöftsmuseum - Kondoros, Tscharda-Museum - Kondoros, Ungarisch-Slowakisches Heimatmuseum | - Mezőhegyes, Automuseum - Orosháza, János-Szántó-Kovács-Komitatsmuseum* - Orosháza, Brunnenmuseum - Sarkad, Städtische Galerie - Sarkad, Sándor-Márki-Stadtmuseum (Városi Múzeum) - Szarvas, Samuel-Tessedik-Museum* - Szeghalom, Sárréti-Museum* - Tótkomlós, Bauernmuseum |

* Komitatsmuseum

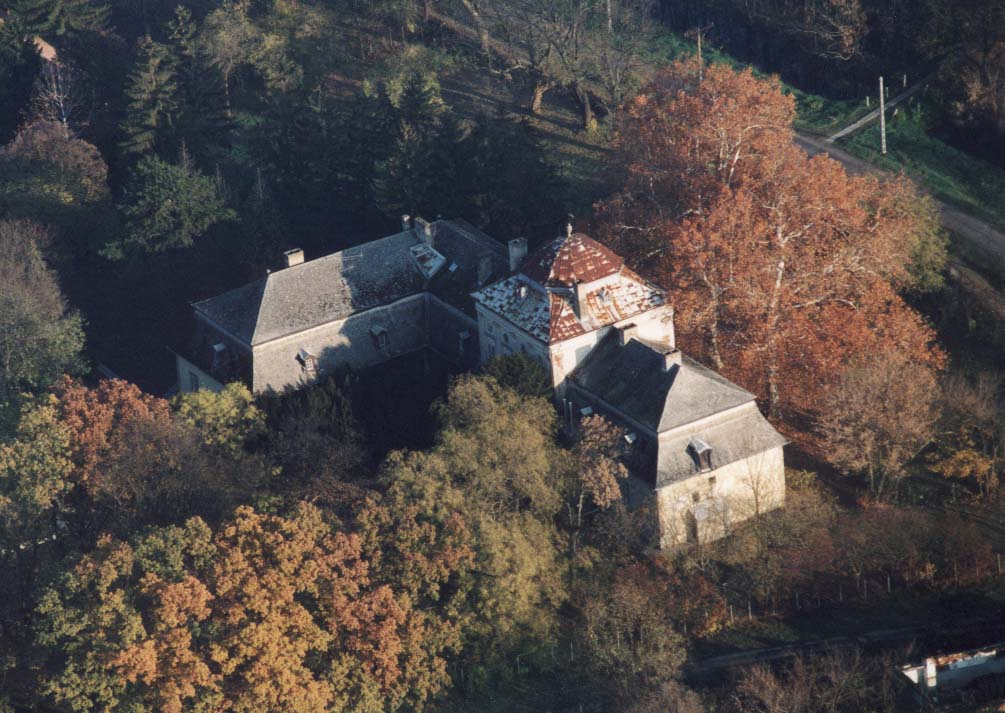
Schloss Sarkad
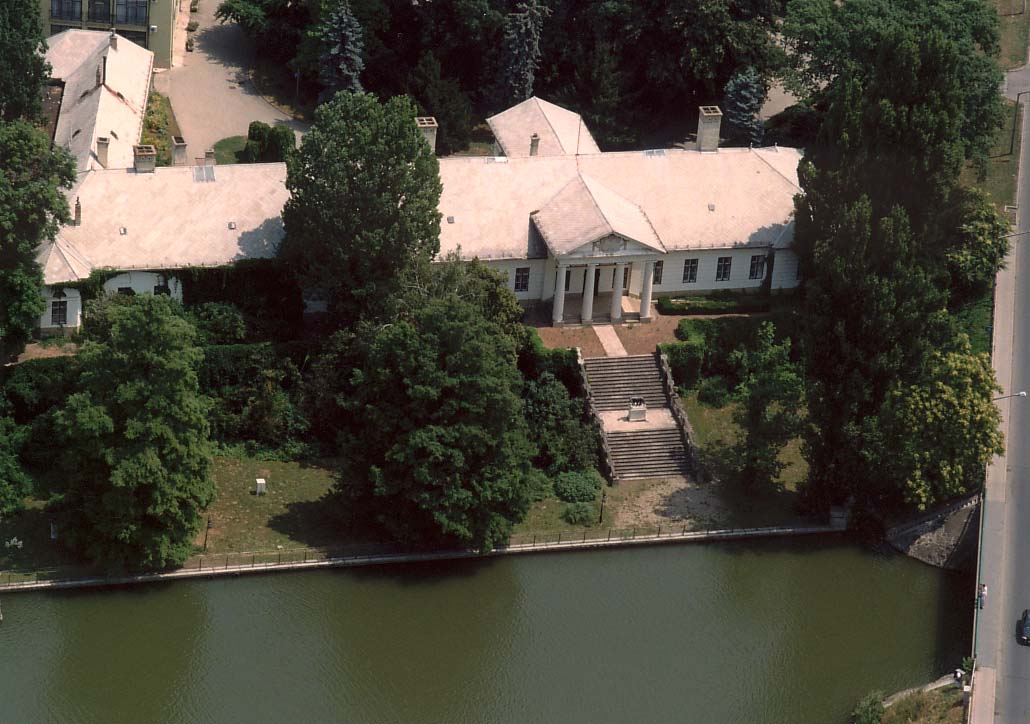
Schloss Szarvas
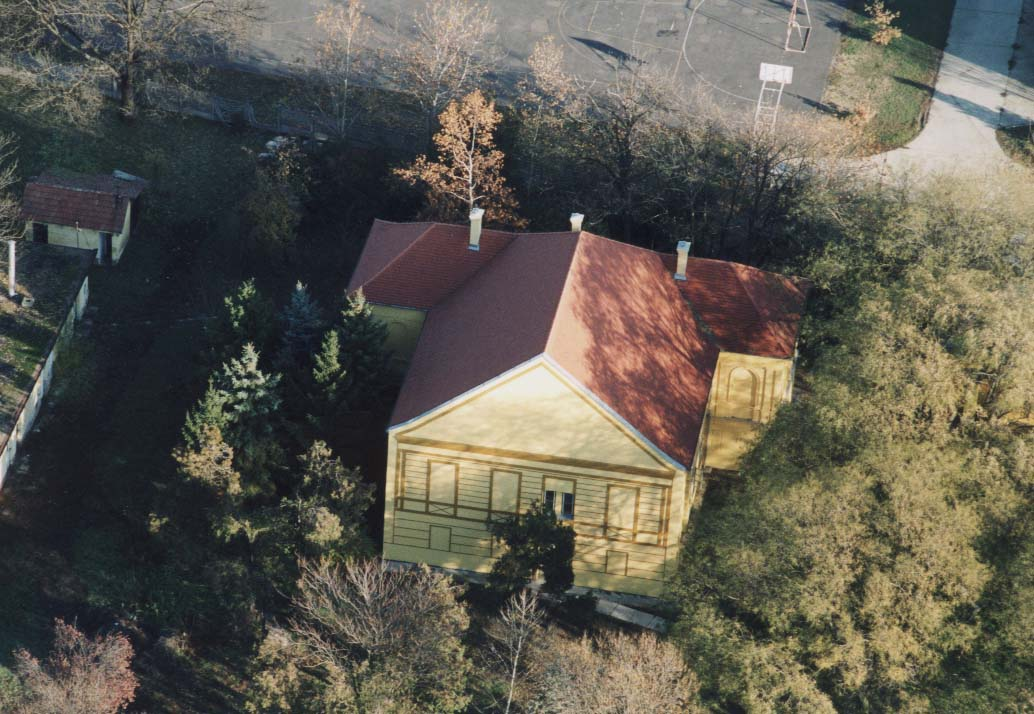
Schloss Szeghalom